# 弗雷德里克·麥克米蘭
弗雷德里克·默里·麥克米蘭（1884年3月22日至1963年12月20日），是澳大利亚政治家，1921年到1933年擔任南澳大利亚州议会阿尔伯特選區議員。麥克米蘭曾加入三個政黨，1921年至1928年加入乡村党，1928年至1932年加入自由联盟，1932年至1933年加入前述兩黨合并而成的自由与乡村联盟。 
麦克米兰加入政界前，是塔普林的农民，種植小麥。曾在第一次世界大战中服役。